# Swedavia
Swedavia AB je švédská státem vlastněná společnosti, která řídí a vlastní deset největších švédských letišť (právní forma: AB = Aktiebolag, přibližně odpovídá české akciové společnosti). Sídlo společnosti je v řídící věži na letišti Stockholm-Arlanda, Sigtuna. Společnost vznikla 1. dubna 2010, když tehdejší společnost Luftfartsverket (LFV) byla rozdělena na dvě části. Řízení letového provozu pokračuje jako státem vlastněná společnost LFV, zatímco veškeré činnosti spojení s provozem letišť byla přenesena na novou společnost Swedavia. V roce 2018 měla 3074 zaměstnanců na deseti letištích. Rozhodnutí o vytvoření společnosti Swedavia potvrdil švédský parlament, který na podzim roku 2009 schválil vládní návrh zákona.

## Způsob fungování společnosti
Společnost Swedavia vlastní, provozuje a rozvíjí deset letišť po celém Švédsku. Podnikání je plně financováno z výnosů za služby a produkty společnosti Swedavia. Úkolem společnosti Swedavia je aktivně se podílet na rozvoji odvětví letecké dopravy a přispívat k dosažení cílů švédské dopravní politiky.

## Jednotky požární ochrany
Společnost Swedavia má na všech svých letištích vlastní specializované jednotky požární ochrany. Podle mezinárodních bezpečnostních předpisů má tato služba pohotovost vždy, když letadla startují a přistávají. Letištní hasičské automobily jsou podle mezinárodních letištních standardů žluté a jsou to letištní speciály, které jsou vybaveny upravenými vodními děly a pěnidly třídy B (určenými k hašení hořlavých kapalin, tedy zejména leteckých paliv) i další na míru vyrobenou technikou, kterou běžné hasičské záchranné sbory nemají. Pochopitelně tyto jednotky jsou také na letištích umístěny tak, aby se minimalizovala doba výjezdu k hašení požáru nebo jinému zásahu (např. nastříkání pěny na přistávací dráhu při případném přistání letadla, kterému se nevysunul podvozek).

## Provozovaná letiště
Když bylo učiněno rozhodnutí vytvořit společnost Swedavia, existovalo ve Švédsku 16 letišť vlastněných státem. Ale součástí rozhodnutí o založení nové společnosti Swedavia byl též záměr přenést vlastnická práva pro 6 menších letišť na místní nebo regionální samosprávu a ve státním vlastnictví ponechat pouze deset největších letišť, které jsou uvedeny v Tabulce 1.
| Číslo | Letiště               | Cestujících (2019) |
| ----- | --------------------- | ------------------ |
| 1     | Stockholm-Arlanda     | 25 642 703         |
| 2     | Göteborg Landvetter   | 6 671 361          |
| 3     | Stockholm-Bromma      | 2 354 051          |
| 4     | letiště Malmö         | 1 975 842          |
| 5     | letiště Luleå         | 1 162 424          |
| 6     | letiště Umeå          | 960 284            |
| 7     | letiště Åre Östersund | 473 628            |
| 8     | letiště Visby         | 446 864            |
| 9     | letiště Kiruna        | 267 916            |
| 10    | letiště Ronneby       | 204 679            |

## Letiště předaná místním samosprávám
Ke změně vlastnictví letiště Jönköping a letiště Skellefteå došlo na přelomu let 2009/2010, tedy po přijetí zákona, ale ještě před samotným vznikem společnosti Swedavia. Kraj Värmland převzal provoz letiště Karlstad v roce 2010. V roce 2011 byl provoz letiště Ängelholm Helsingborg předán regionu Skåne Nordväst, ve stejném roce se provozovatelem letiště Örnsköldsvik stala samosprávná obec (municipalita) Örnsköldsvik. V roce 2013 byla předán provoz letiště Sundsvall-Timrå místní samosprávě, čímž byl tento plánovaný proces dokončen. Z tabulky 2 je zřejmé, že ve všech šesti případech jde o menší letiště, i když (alespoň podle počtu cestujících v roce 2019) první dvě předaná letiště (Ängelholm Helsingborg a Skellefteå) jsou větší než letiště Kiruna a Ronneby, které i nadále provozuje společnost Swedavia.
| Číslo | Letiště                       | Cestujících (2019) |
| ----- | ----------------------------- | ------------------ |
| 1     | letiště Ängelholm Helsingborg | 386 519            |
| 2     | letiště Skellefteå            | 287 098            |
| 3     | letiště Sundsvall-Timrå       | 231 814            |
| 4     | letiště Örnsköldsvik          | 85 541             |
| 5     | letiště Jönköping             | 66 601             |
| 6     | letiště Karlstad              | 52 009             |

## Fotogalerie provozovaných letišť

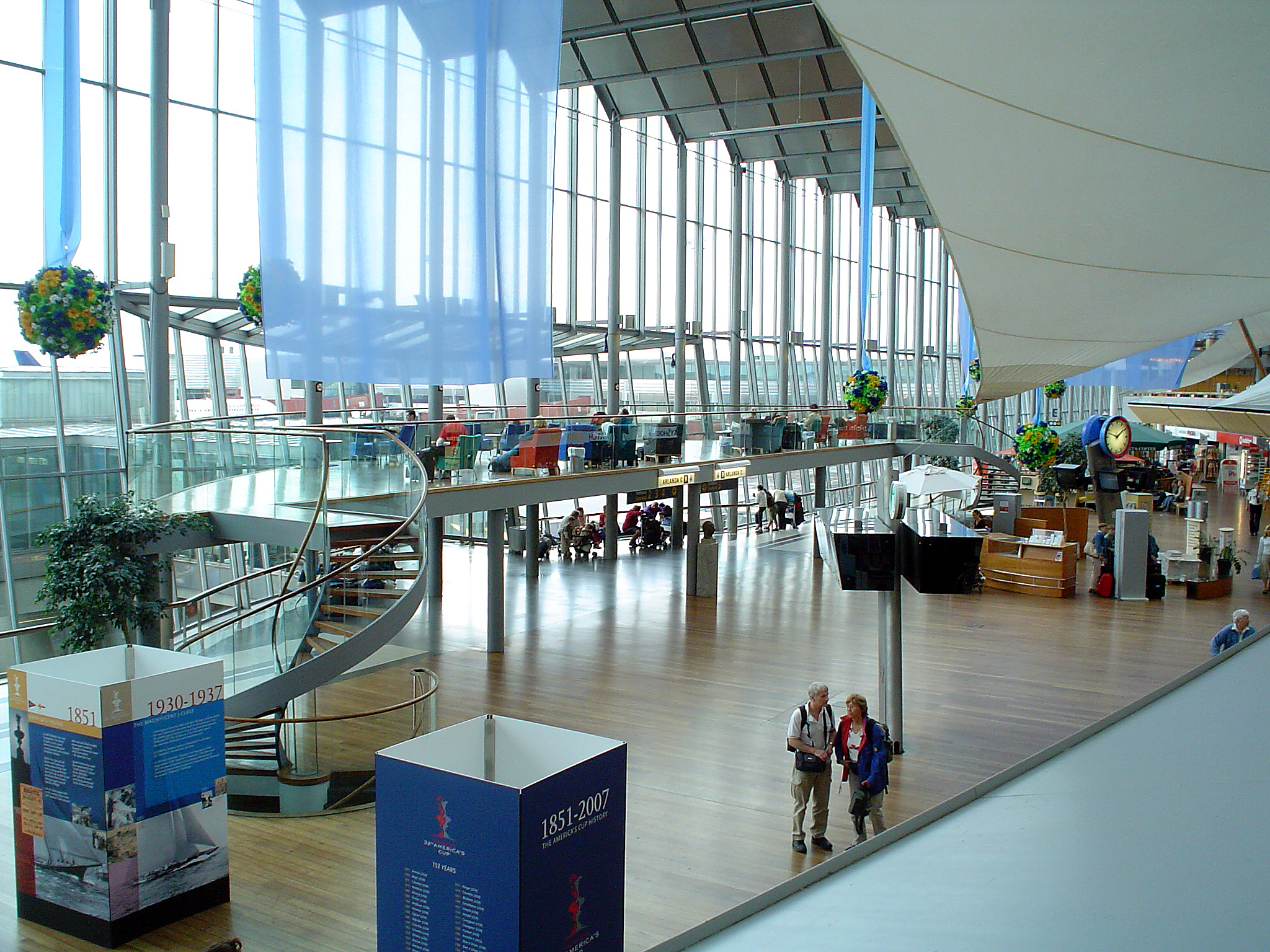
Sky City na Stockholm-Arlanda
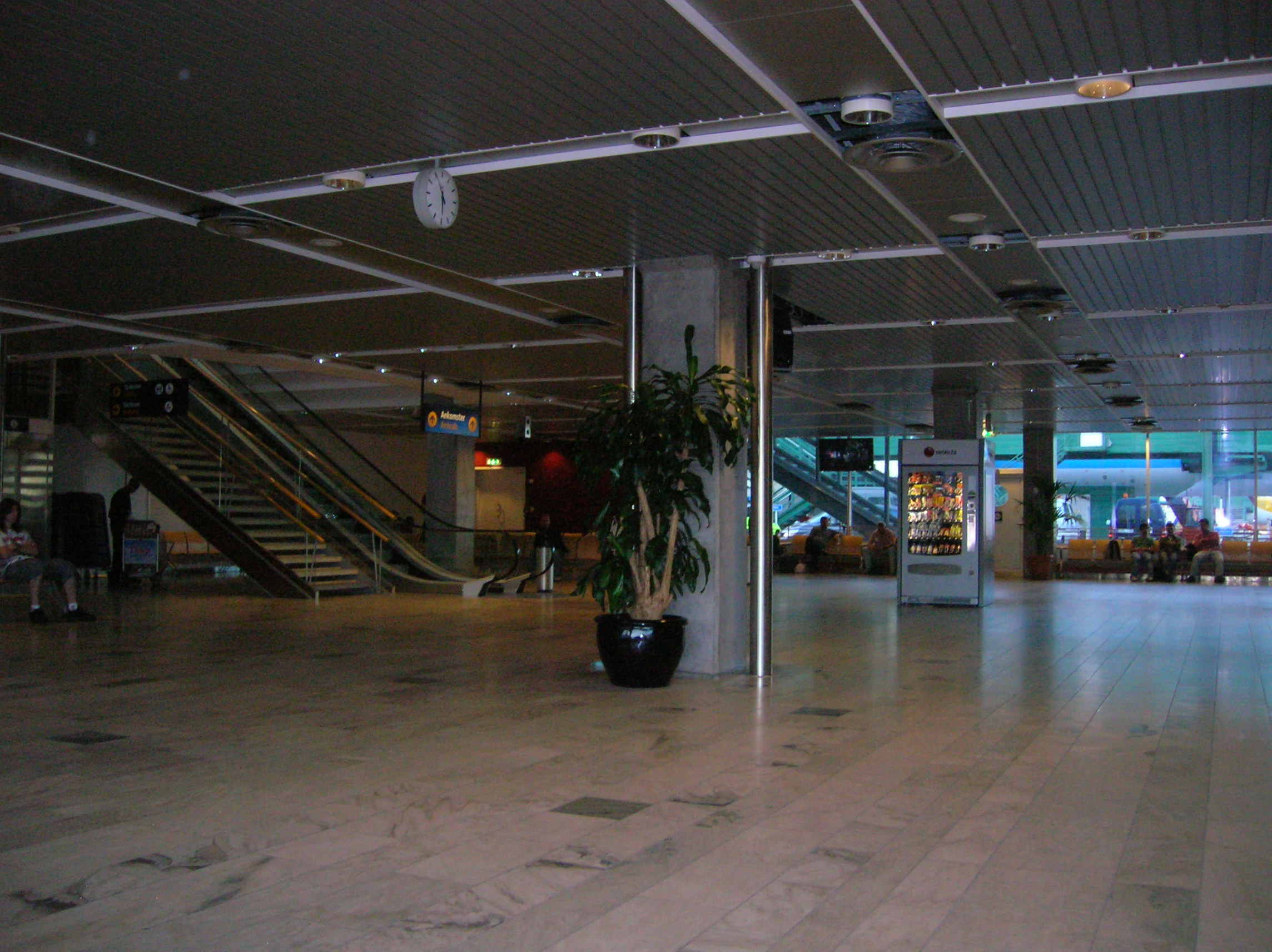
Göteborg Landvetter
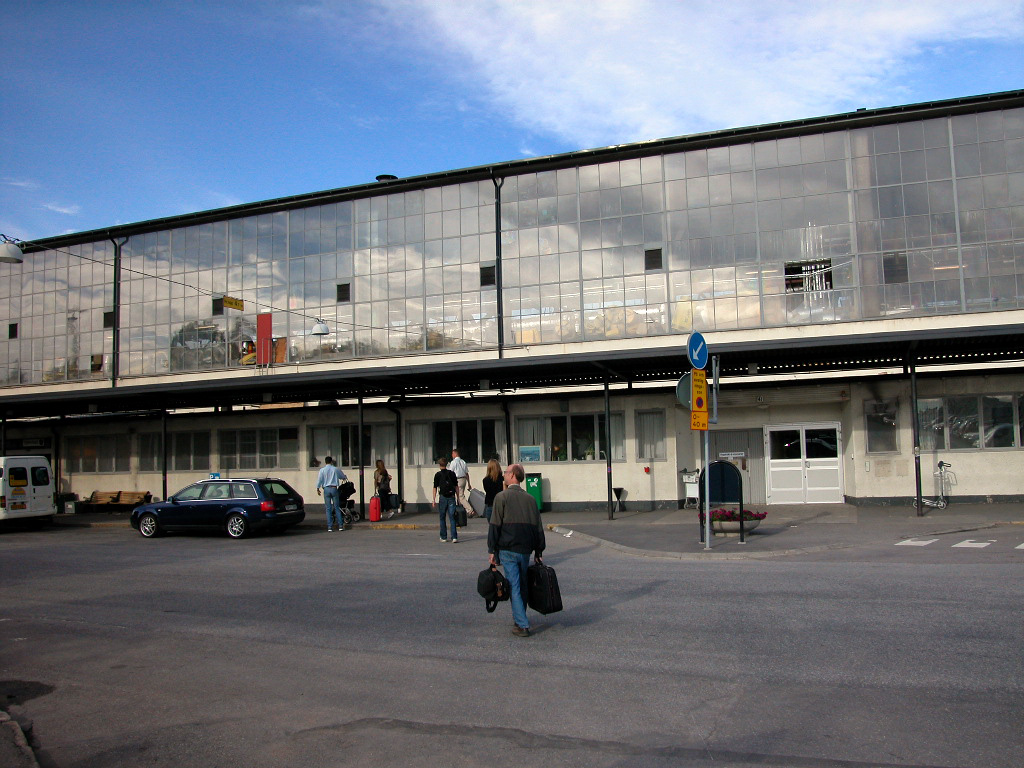
Stockholm-Bromma: vstup do terminálu
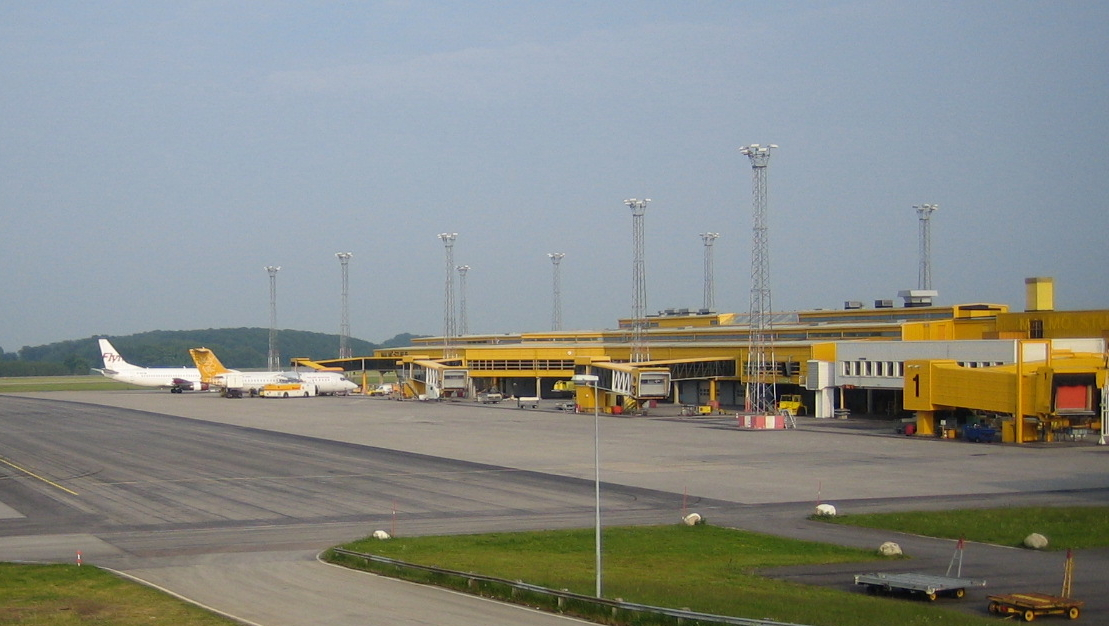
letiště Malmö
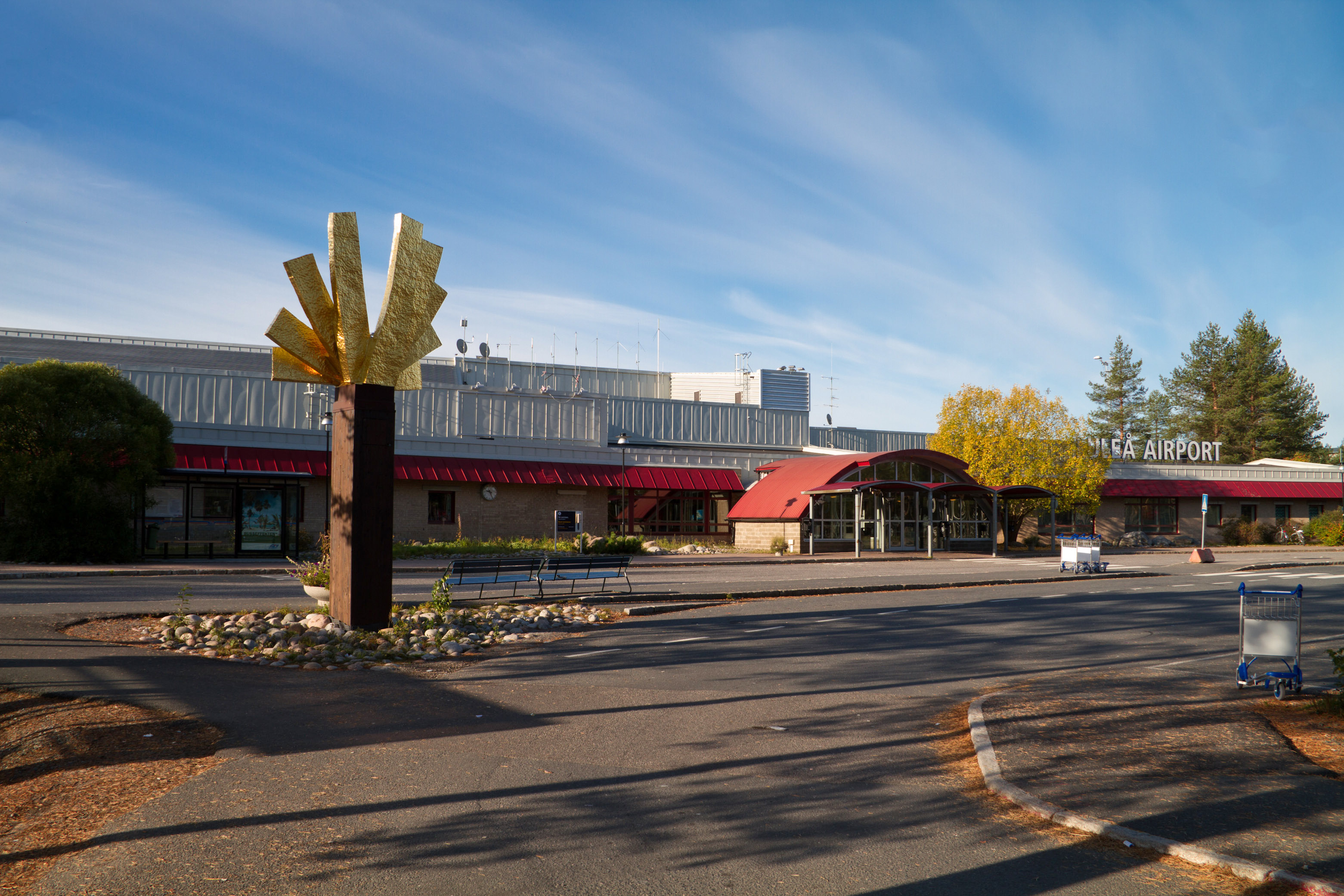
vstup na letiště Luleå
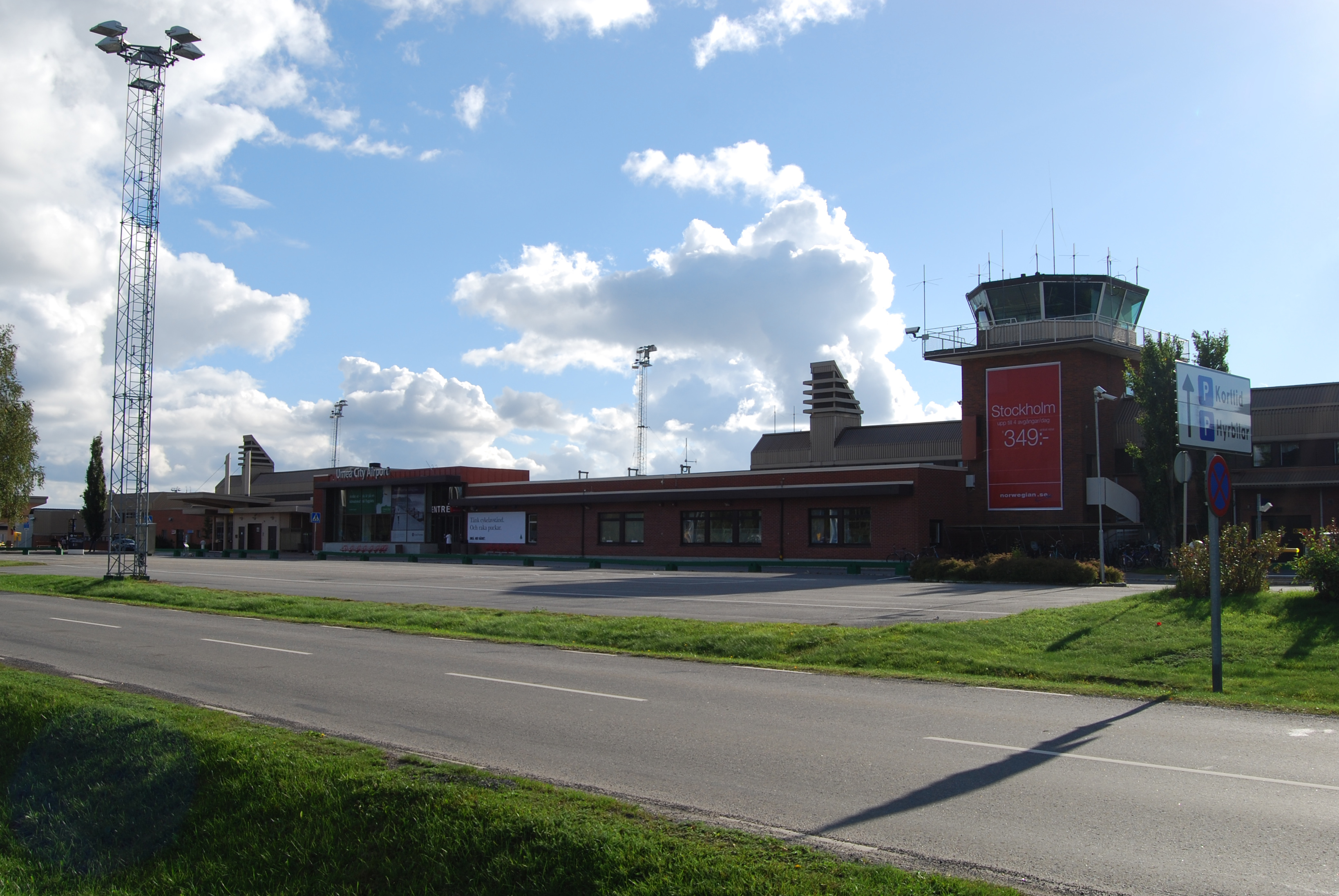
letiště Umeå
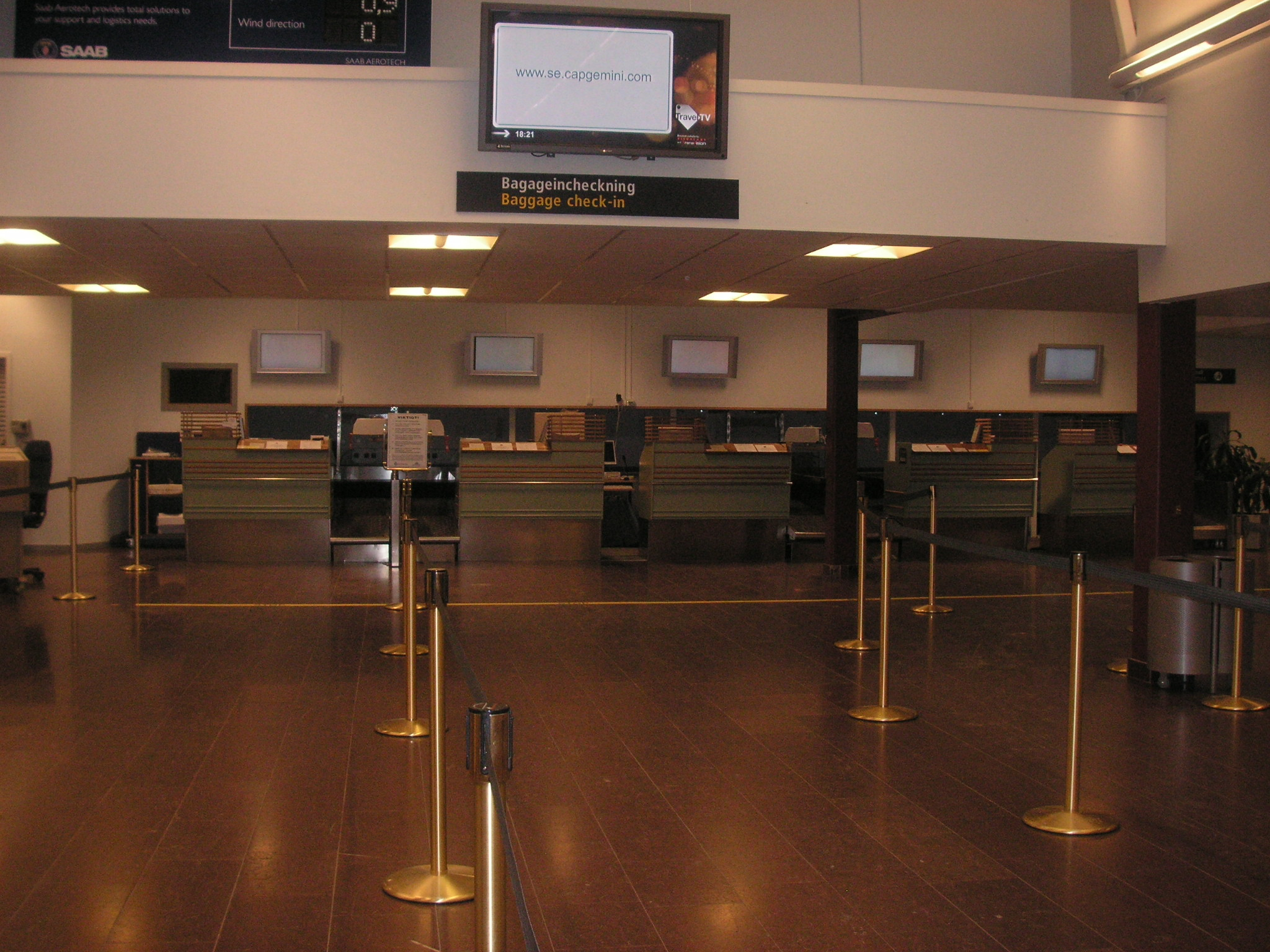
check-in letiště Åre Östersund
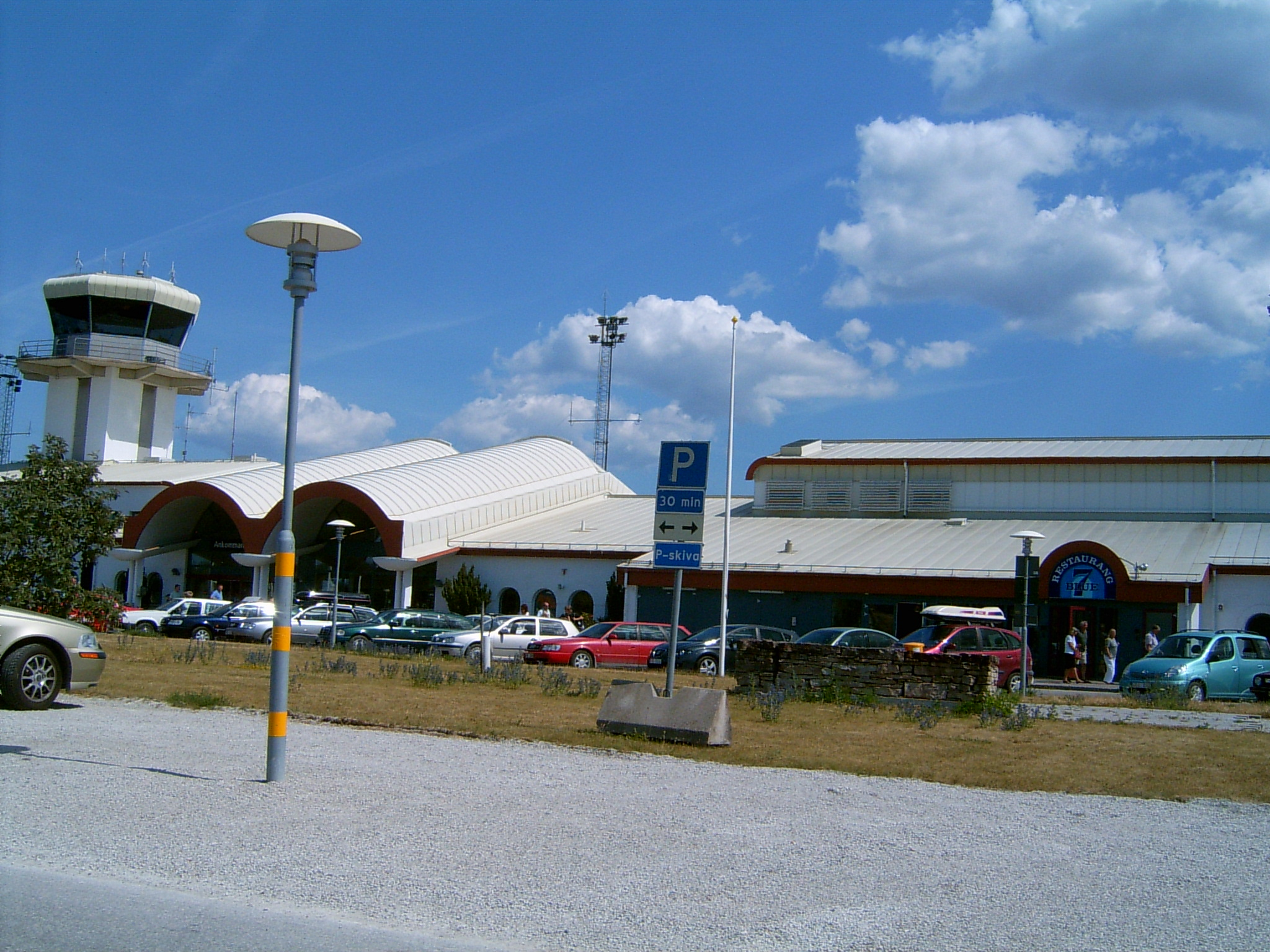
letiště Visby
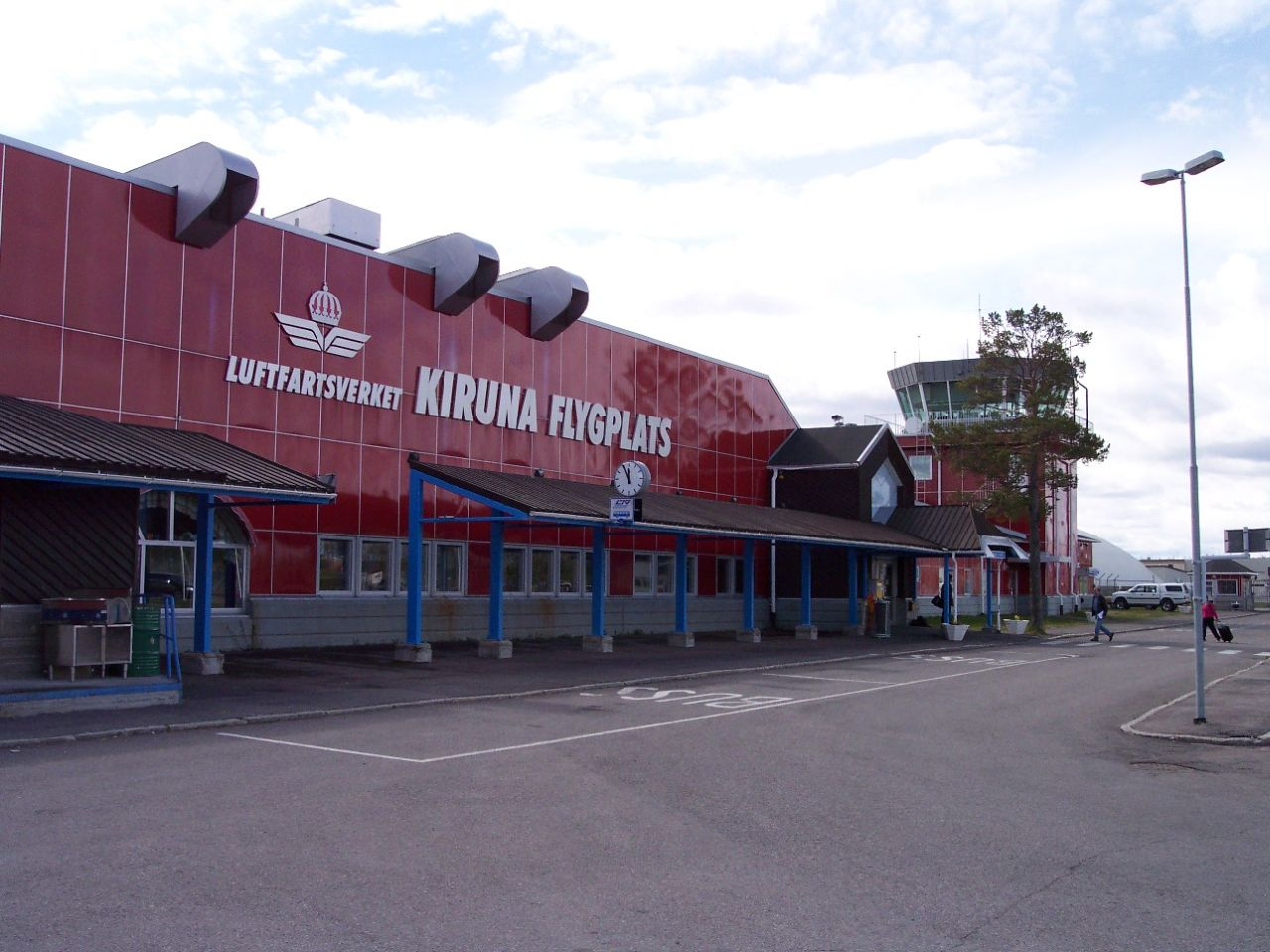
letiště Kiruna
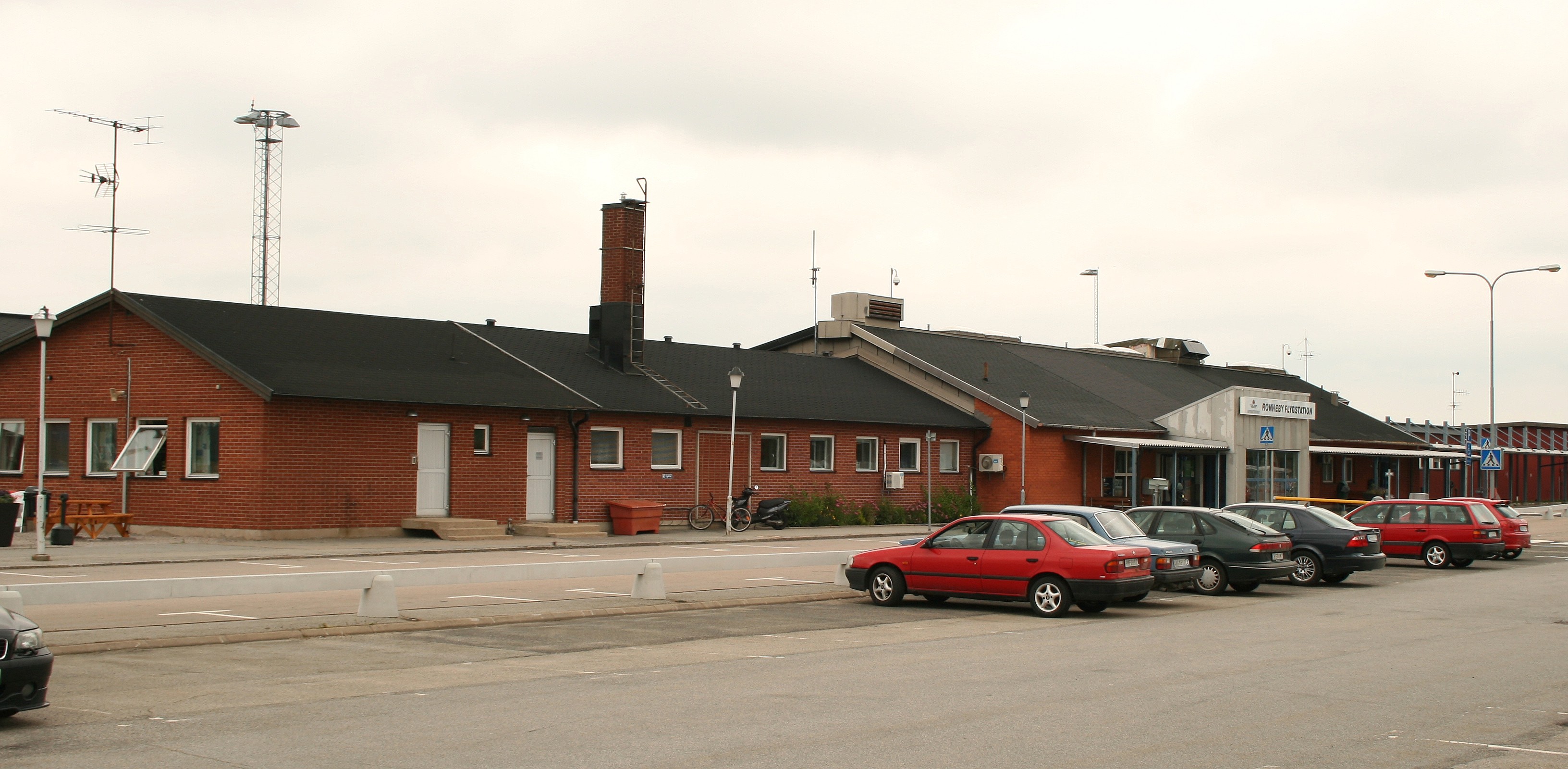
letiště Ronneby